# 桂崇基
桂崇基（1901年—1990年），江西贵溪人。早年留学美国。历任中國國民黨中央执行委员会秘书长、国民党中央宣传部部长、國立中央大學校长、國民政府的考試院副院长。1947年於原籍當選為第一屆國民大會代表。1949年隨中華民國政府抵臺，而後曾任東吳大學校长與名譽校長。

## 紀念
桂崇基曾擔任東吳大學校長，故該校法學院大樓以其名命名以為紀念。